# District line
District line er en London Underground-bane, der krydser Storlondon fra øst til vest. Fra Upminster, den østlige endestation, forløber banen gennem det centrale London til Earl's Court, før den deler sig i tre vestlige afgreninger, til Ealing Broadway, Wimbledon og Richmond. Der er en kort gren, der går fra Earl's Court til Kensington (Olympia). En gren forløber også fra Earl's Court mod nord til Edgware Road via Paddington. Banen er farvet grøn på netværkskortet, og den betjener 60 stationer på 64 km, og med broer over Themsen på Wimbledon- og Richmond-grenene, er det den eneste London Underground-bane, der krydser floden på denne måde. Sporet og stationer mellem Barking og Aldgate East deles med Hammersmith & City line, og mellem Tower Hill og Gloucester Road, samt Edgware Road-grenen deles med Circle line. Nogle af stationerne deles med Piccadilly line. Modsat Londons dybtliggende tube-baner er jernbanetunnellerne beliggende lige under overfladen og er af en størrelse svarende til de britiske fjernbaner.
District line er den travleste af sub-surface-banerne så vel som den femte travleste bane samlet set i London Underground med over 208 millioner passagerer i 2011-12.
Den oprindelige Metropolitan District Railway (som den hed) åbnede i december 1868 fra South Kensington til Westminster, som en del af en plan om en underjordisk "indre cirkel", til at forbinde Londons fjerntogsterminaler. Oprindeligt blev trævogne trukket af damplokomotiver. Elektrificering blev finansieret af amerikaneren Charles Yerkes, og elektrisk drift begyndte i 1905. I 1933 blev jernbanen indlemmet i London Passenger Transport Board. I første halvdel af 1930'erne overtog Piccadilly line Uxbridge- og Hounslow-grenene, dog med et District line-tog i myldretiden på Hounslow-grenen indtil 1964. Kensington (Olympia) har været betjent af District line siden 1946, og en kort afgrening til South Acton lukkede i 1959. Togene medbragte togførere indtil enmandsbetjening blev introduceret i 1985.
Signalsystemet bliver opgraderet og det nuværende D-materiel udskiftes med nyt 7-vogns S-materiel ved udgangen af 2016.

## Historie

### District Railway
Metropolitan District Railway (almindeligt kendt som District Railway) dannet for at anlægge og drive en del af en underjordisk "indre cirkel", som skulle forbinde Londons jernbaneterminaler. Den første bane åbnede i december 1868 fra South Kensington til Westminster, med driften opereret af Metropolitan Railway ved brug af trævogne trukket af damplokomotiver. I 1871, da District Railway begyndte selv at køre sine tog, var jernbanen blevet forlænget til West Brompton og en endestation ved Mansion House. En kurve fra Earl's Court til West London Railway blev benyttet af London & North Western Railway (L&NWR) for en rute til Broad Street og Great Western Railway for en rute til Moorgate via Paddington. Banen blev forlænget til Hammersmith fra Earl's Court, og driften forlænget til Richmond via London and South Western Railway (L&SWR)'s spor og afgreninger tilsluttede Ealing Broadway, Hounslow og Wimbledon. Som en del af projektet, der fuldendte Circle line i oktober 1884, begyndte District Railway at betjene Whitechapel. Tog begyndte at køre til Upminster i 1902, efter en forbindelse til London, Tilbury & Southend Railway (LT&SR) var blevet anlagt.
I begyndelsen af det 20. århundrede fik District Railway forøget konkurrence fra de nye elektriske underjordiske tube-baner og sporvogne, og brugen af damplokomotiver under jorden medførte upopulære røgfyldte stationer og vogne. Amerikaneren Charles Yerkes, der senere dannede Underground Electric Railways of London, finansierede den nødvendige elektrificering af jernbanen, og de første elektriske tog kørte fra Ealing til South Harrow i 1903. Elektriske togsæt blev introduceret på andre ruter i 1905, og East Ham blev den østlige endestation. Elektriske lokomotiver blev benyttet på L&NWR-afgange fra Mansion House til Earl's Court, og i senere år for skifte på Barking til et damplokomotiv på LT&SR-ruten fra Southend til Ealing Broadway.
Hounslow og Uxbridge blev betjent af 2- eller 3-vognsshuttletog fra Mill Hill Park (nu Acton Town). Nogle tog betjente også South Acton og det centrale London i myldretiden. Driften blev igen forlænget til Barking i 1908 og til Upminster i 1932. I 1932 blev Piccadilly line-tog forlænget fra Hammersmith til South Harrow ved overtagelse af District line-driften fra Acton Town til South Harrow, selvom District line fortsatte med at køre en shuttle fra South Harrow til Uxbridge. I 1933 kørte Piccadilly line-tog videre til Hounslow West, mens District line fortsat kørte tog med en shuttle fra South Acton til Hounslow udenfor myldretiden.

### London Transport
Den 1. juli 1933 blev District Railway sammenlagt med andre Underground-jernbaner, sporvejsselskaber og busoperatører for at danne London Passenger Transport Board, og fra 23. oktober 1933 kørte Piccadilly line-tog gennem til Uxbridge og District line-shuttlen ophørte. De fleste bivogne på District line var af B-materiel fra 1904-05 med trækarrosseri, men motorvogne var under 15 år gamle. New Works Programme fra 1935-40 omfattede dannelse af Q-materiel af disse motorvogne, opgraderet med elektro-pneumatiske bremser og luftdrevne døre, og bivognene erstattet med nye. District line-betjeningen udenfor myldretiden på Hounslow-grenen ophørte 29. april 1935, og South Acton blev betjent af en shuttle til Acton Town.
London, Midland and Scottish Railway (LMS) havde overtaget L&NWR's drift fra Earl's Court, og ved 2. verdenskrig havde denne blevet forkortet til en elektrisk shuttle mellem Earl's Court og Willesden Junction. Efter bombeangreb på West London Line i 1940 blev LMS- og Metropolitan line-tog via West London Line suspenderet. Dette efterlod messecentret Olympia uden en jernbaneforbindelse, så efter krigen blev Kensington Addison Road Station omdøbt til Kensington (Olympia) og betjent af en District line-shuttle fra Earl's Court. R-materiel, sammensat af nye vogne og bivogne fra Q-materiel, der var blevet bygget i 1938, erstattede togene, der stadig havde manuelle skydedøre. De nye tog blev bygget mellem 1949 og 1959, og efter 1952 blev tog bygget af aluminium for at spare vægt. Et tog forblev umalet som et eksperiment og betragtet som en succes, så mellem 1963 og 68 forblev tog umalet eller malet hvide eller grå for at matche. Overdragelsen af CO/CP-materiel fra Metropolitan line i begyndelsen af 1960'erne muliggjorde skrotning af nogle af Q-togene. De langsomme spor på den tidligere LT&SR-bane til Upminster blev delt med damplokomotiver, der trak gods, og passagertog indtil 1961, hvor District line eksklusivt overtog driften på de jævnstrømselektrificerede baner.
South Acton-shuttlen ophørte 28. februar 1959, hvilket var fulgt af District lines hurtige myldretidstog til Hounslow den 9. oktober 1964. I 1970'erne blev Hounslow-grenen til Heathrow-grenen, da den blev forlænget for at betjene Heathrow Airport, først den 19. juli 1975 til Hatton Cross og derefter den 16. december 1977, da Heathrow Central åbnede. Alle District line-tog kunne ikke køre gennem Aldgate East, da denne station også betjente Hammersmith & City-tog, så nogle tog endte på et endeperron på Mansion House, hvilket gjorde banen mod øst til Tower Hill overbelagt. Tower Hill Station var også trang, så stationen blev ombygget med tre perroner på en ny beliggenhed. Denne åbnede i 1967, og et år senere vendte tog på den nye station.
Driften blev foretaget med 6 vogne uden for myldretiden og 8 vogne i myldretiden indtil 1971, hvor togene blev omdannet til faste 7-vognstog, og enkelte 6-vognstog til Edgware Road-grenen. CO/CP- og R-materiel blev i slutningen af 1970'erne erstattet af nye tog med umalet aluminiumskarrosseri. Et kortere tog var nødvendig på Edgware Road-grenen pga. perronernes længde, så flere tog af C-materiel, der allerede blev benyttet på Circle og Hammersmith and City lines, blev bygget. Resten af District line kunne benytte længere tog, og nyt D-materiel blev introduceret mellem 1979 og 1983. Enmandsbetjening af togene blev foreslået i 1972, , med pga. konflict med fagforbundene blev det ikke iværksat på District line før 1985. I 2003 blev District lines infrastruktur delvist privatiseret i et offentligt-privat partnerskab, ledet af Metronet-konsortiet. Metronet blev sat under administration i 2007, og det regionale instans Transport for London overtog ansvarsområderne.

## Rute

### Jernbanen
District line er 64 km lang og betjener 60 stationer. Store dele af banen er elektrificeret med et firskinne-jævnstrømssystem, bestående af en central strømskinne med en strømtilførelse på −210 V og en skinne udenfor køreskinnerne på +420 V, hvilket giver en potentiel spændingsforskel på 630 V, bortset fra to strækninger, hvor der kører fjerntog. På strækningerne fra East Putney til Wimbledon og Gunnersbury til Richmond er midterskinnen forbundet til køreskinnerne. Vest for Earl's Court er der fire grene. På Ealing Broadway Station har District line perroner nord for Central line og Great Western Main Line fra Paddington. Efter cirka 1,1 km møder banen Piccadilly lines Uxbridge-gren i Hanger Lane-udfletningen, og sporene deles gennem Ealing Common Station og indtil Acton Town Station, hvor Piccadilly lines Heathrow-gren tilsluttes. Fra Acton Town til Barons Court har banen fire spor, benyttet i par, hvor District line benytter det ydre par, og Piccadilly line-togene, der ikke stopper undervejs, benytter det indre par. På Richmond Station ligger London Overground og District lines perroner nord for de gennemgående perroner på Waterloo to Reading line. De to spor, der krydser Themsen på Kew Railway Bridge, deles med London Overground-tog indtil Gunnersbury-udfletningen, hvorefter District line-sporene tilslutter de firsporede District og Piccadilly lines umiddelbart før Turnham Green Station.
På hovedstrækningen er der skiftemulighed på tværs af perronerne på Acton Town, Hammersmith og Barons Court Stationer, hvorefter Piccadilly line-sporene går i tunnel, og District line bliver dobbeltsporet gennem West Kensington Station. Den korte Kensington (Olympia)-gren tilslutter i en flad udfletning og Wimbledon-grenen i en niveaufri udfletning før banen entrerer Earl's Court Station. På Wimbledon Station er Distrct line vest for South Western Main Line-perronerne. Den dobbeltsporede bane har en udfletning med Hounslow Loop Line ved East Putney Station, før den passerer over Themsen på Fulham Railway Bridge. Der er en endeperron på Putney Bridge Station, mens banen før denne fortsætter ved at passere under West London Railway og kommer op på siden heraf ved West Brompton Station før udfletningen fra hovedstrækningen og Earl's Court Station, der har fire perroner.
Øst for Earl's Court grener banen til Edgware Road fra hovedstrækningen i en niveaufri udfletning. Denne følger Circle line efter High Street Kensington Station, hvor District line også har to vendeperroner. Efter Paddington Station slutter denne gren sig til Hammersmith & City line i Praed Street-udfletningen, før den ender på Edgware Road, der har fire perroner. Hovedstrækningen slutter sig til Circle line ved Gloucester Road og banen og stationer, der er i cut-and-cover-tunneller, møder Themsen ved Westminster Station, hvorefter jernbanen er i Victoria Embankment på flodens nordlige bred. Ved Mansion House og Tower Hill Stationer er der endeperroner.
Efter Tower Hill drejer Circle line fra, og District line slutter sig til Hammersmith & City line umiddelbart før Aldgate East Station. Banen passerer over London Overground ved Whitechapel Station, før den fortsætter på den 3 km lange Whitechapel & Bow Railway til Bow Road, hvor banen kommer på terræn, og Bromley-by-Bow, hvor banen løber langs London, Tilbury and Southend Railway fra Fenchurch Street Station. Der er skiftemulighed til denne bane på den næste station, West Ham, så vel som til Jubilee line og Docklands Light Railway. Der er en endeperron på den næste station, Plaistow, og Hammersmith & City line ender på Barking station. District line følger London, Tilbury and Southend Railway i yderligere otte stationer, før den ender på Upminster Station.

## Betjeningsmønster
Per december 2012 er betjeningsmønsteret uden for myldretiden som følger:
- 6 tog pr. time Ealing Broadway – Tower Hill[33]
- 6 tog pr. time Richmond – Upminster[34]
- 6 tog pr. time Wimbledon – Tower Hill, hvoraf 3 fortsætter til Barking[35]
- 6 tog pr. time Wimbledon – Edgware Road[35]
- 3 tog pr. time Kensington (Olympia) – High Street Kensington i weekenden.[36] På hverdage med messe kører 2 tog pr. time.[kilde mangler]

I alt kører der 18 tog pr. time mellem Earl's Court og Tower Hill. 208 millioner passagerrejser blev foretaget i 2011-12.
Der er yderligere tog i myldretiden. Den centrale strækning fra Earl's Court til Aldgate East er i zone 1, og i vest er Ealing Broadway og Wimbledon beliggende i zone 3 og Richmond i zone 4. I øst kører banen til Upminster i zone 6.

## Rullende materiel

### C- og D-materiel
Da CO/CP- og R-materiel på District line skulle udskiftet i slutningen af 1970'erne, var et kortere tog nødvendig på Edgware Road-grenen pga. perronlængder. I stedet for at designe et nyt tog, blev bestilt flere tog af C-materiel, der blev benyttet på Circle og Hammersmith and City lines. Litreret C77, kan det, på trods af nogle tekniske forskelle med de tidligere C69-tog af en anden alder, kobles sammen hermed og siden renoveringen i 1990-94, er der ingen visuelle forskelle. 6-vognstogene blev udgjort af tre tovognsenheder, en 16 m lang motorvogn og en 15 m lang bivogn, begge med fire sæt døre på hver side og 32 sæder. Togene blev fra ny udstyret med et passagerinformationssystem og rheostatiske bremser i motorvognene. Togene var umalede indtil renoveringen, hvor de blev malet røde, hvide og blå.
Resten af District line kan håndtere længere tog, og det 110 m lange D78-materiel består af seks 18 m lange vogne, der er omtrentligt samme længde som syv 16 m lange vogne. Tog udgøres af to 3-vognsenheder, hvoraf nogle har to motorvogne, mens de fleste har en førerkabine og en ikke-styrende motorvogn. Motorvognene er udstyret med rheostatisk bremsning. Et seksvognstog har 272 sæder og har fore enkeltdøre på hver side. Leveringen var fuldendt i 1983 og togsættene blev renoveret mellem 2004 og 2008, hvor de blev malet i London Underground-farver.

### S-materiel
Siden 2014 udskiftes C- og D-materiellet på District line med 7-vogns S-materiel. Ligesom 8-vognsvarianterne, der nu benyttes på Metropolitan line, er disse tog en del af Bombardiers Movia-familie og har aircondition, da tunnellerne under overfladen, modsat dem på de dybereliggende tube-baner, god kan udlede den varme luft. Disse tog har regenerative bremser, hvilket sender omkring 20 procent af energien tilbage til netværket. De har en tophastighed på 100 km/t.Et 7-vogns S-materiel har en kapacitet på 865 passagerer, sammenlignet med de 739, der var plads til i 6-vogns C-materiellet, og 827, der var plads til i 6-vogns D-materiellet. Med en længde på 117 m, er S-materiellet 24 m længere end det 93 m lange C-materiel, så stationsperronerne skulle forlænges. Det er planlagt at forøge traktionsspændingen fra de nuværende nominelle 630 V til 750 V for at give bedre ydeevne og gøre det muligt for togene at returnere mere energi til netværket gennem de regenerative bremser.
De første S7-tog begyndte passagerdrift mellem Olympia og West Ham på District line den 2. september 2013. Ifølge planen skal alle tog være udskiftet ved udgangen af 2016. Siden 6. februar 2014 har S7-tog været i almindelig drift mellem Wimbledon og Edgware Road. Fra 13. juni 2014 begyndte S-materiel at køre til Ealing Broadway, og den 17. juni begyndte de at køre til Richmond. Den 16. januar 2015 begyndte S-materiel drift til Upminster.

### Depoter
D-materiellet vedligeholdes på Ealing Common Depot og Upminster Depot, og S7-materiellet vedligeholdes på Hammersmith Depot. Ealing Common Depot blev anlagt af District Railway, da den blev elektrificeret i begyndelsen af 1900'erne, og Hammersmith-depotet blev oprindeligt anlagt af Great Western Railway, og blev drevet af Metropolitan Railway, da den fælles Hammersmith & City Railway blev elektrificeret på omtrent samme tidspunkt. Upminster-depotet blev anlagt 1956–58, da District line-sporene blev adskilt.

## Opgraderingsprogram
Sammen med indsættelsen af 7-vogns-S-materiel, bliver sub-surface-sporene, strømforsyningen og signalsystemerne opgraderet i et program, der har til formål at øge myldretidskapaciteten på District lines med 24 procent ved udgangen af 2018. Et enkelt kontrolrum for sub-surface-netværket etableres i Hammersmith, og et Automatic Train Control (ATC)-system vil erstatte signaludstyr tilbage fra 1940'erne.

## Stationer

### Åbne stationer
Sorteret fra vest mod øst
| Station                | Billede | Åbnet              | Gren                   | Yderligere information | Beliggenhed                                   |
| ---------------------- | ------- | ------------------ | ---------------------- | --- | --------------------------------------------- |
| Richmond               |         | 1. oktober 1877    | Richmond-grenen        | Forbindelse til National Rail-tog. Åbnet af L&SWR som Richmond New 1. januar 1869 og sammenlagt med fjerntogsstation i 1937. | 51°27′47″N 000°18′00″V / 51.46306°N 0.30000°V |
| Kew Gardens            |         | 1. oktober 1877    | Richmond-grenen        | L&SWR-station åbnet 1. januar 1869 | 51°28′38″N 000°17′07″V / 51.47722°N 0.28528°V |
| Gunnersbury            |         | 1. oktober 1877    | Richmond-grenen        | Forbindelse til London Overground-tog. Åbnet af L&SWR som Brentford Road 1. januar 1869, omdøbt 1871. | 51°29′30″N 000°16′30″V / 51.49167°N 0.27500°V |
| Ealing Broadway        |         | 1. juli 1879       | Ealing Broadway-grenen | Forbindelse til National Rail-tog og Central line | 51°30′53″N 000°18′06″V / 51.51472°N 0.30167°V |
| Ealing Common          |         | 1. juli 1879       | Ealing Broadway-grenen | Forbindelse til Piccadilly line. Mellem 1886 og 1910 kendt som Ealing Common and West Acton | 51°30′37″N 000°17′17″V / 51.51028°N 0.28806°V |
| Acton Town             |         | 1. juli 1879       | Ealing Broadway-grenen | Åbnet som Mill Hill Park, omdøbt 1. marts 1910. Forbindelse til Piccadilly line | 51°30′10″N 000°16′48″V / 51.50278°N 0.28000°V |
| Chiswick Park          |         | 1. juli 1879       | Ealing Broadway-grenen | Åbnet som Acton Green, omdøbt Chiswick Park and Acton Green i 1889, omdøbt 1910 | 51°29′41″N 000°16′04″V / 51.49472°N 0.26778°V |
| Turnham Green          |         | 1. juni 1877       | Hovedstrækning         | L&SWR-station åbnet 1. januar 1869 | 51°29′43″N 000°15′18″V / 51.49528°N 0.25500°V |
| Stamford Brook         |         | 1. februar 1912    | Hovedstrækning         | | 51°29′42″N 000°14′45″V / 51.49500°N 0.24583°V |
| Ravenscourt Park       |         | 1. juni 1877       | Hovedstrækning         | Åbnet som Shaftesbury Road af L&SWR 1. april 1873, omdøbt 1. marts 1888 | 51°29′39″N 000°14′09″V / 51.49417°N 0.23583°V |
| Hammersmith            |         | 15. december 1906  | Hovedstrækning         | Forbindelse til Piccadilly line, Hammersmith & City og Circle lines | 51°29′39″N 000°13′30″V / 51.49417°N 0.22500°V |
| Barons Court           |         | 15. december 1906  | Hovedstrækning         | Forbindelse til Piccadilly line | 51°29′26″N 000°12′49″V / 51.49056°N 0.21361°V |
| West Kensington        |         | 9. september 1874  | Hovedstrækning         | Åbnet som North End (Fulham), omdøbt 1877 | 51°29′27″N 000°12′23″V / 51.49083°N 0.20639°V |
| Wimbledon              |         | 3. juni 1889       | Wimbledon-grenen       | Forbindelse til National Rail-tog og Tramlink. L&SWR-station åbnet 21 May 1838. | 51°25′24″N 000°12′15″V / 51.42333°N 0.20417°V |
| Wimbledon Park         |         | 3. juni 1889       | Wimbledon-grenen       | | 51°26′02″N 000°12′00″V / 51.43389°N 0.20000°V |
| Southfields            |         | 3. juni 1889       | Wimbledon-grenen       | | 51°26′42″N 000°12′25″V / 51.44500°N 0.20694°V |
| East Putney            |         | 3. juni 1889       | Wimbledon-grenen       | | 51°27′31″N 000°12′41″V / 51.45861°N 0.21139°V |
| Putney Bridge          |         | 1. marts 1880      | Wimbledon-grenen       | Åbnet som Putney Bridge & Fulham, omdøbt 1. januar 1902 som Putney Bridge & Hurlingham, nuværende navn fra 1932 | 51°28′06″N 000°12′32″V / 51.46833°N 0.20889°V |
| Parsons Green          |         | 1. marts 1880      | Wimbledon-grenen       | | 51°28′31″N 000°12′04″V / 51.47528°N 0.20111°V |
| Fulham Broadway        |         | 1. marts 1880      | Wimbledon-grenen       | Åbnet som Walham Green, omdøbt 2 March 1952 | 51°28′50″N 000°11′41″V / 51.48056°N 0.19472°V |
| West Brompton          |         | 12. april 1869     | Wimbledon-grenen       | Forbindelse til National Rail- og London Overground-tog. | 51°29′12″N 000°11′45″V / 51.48667°N 0.19583°V |
| Kensington (Olympia)   |         | 20. december 1946  | Olympia-grenen         | Forbindelse til National Rail- og London Overground-tog. L&SWR åbnede en Kensington Station på West London Railway kortvarigt i 1844. Denne station åbnede den 2. juni 1862 og blev omdøbt Kensington Addison Road i 1868 og betjent af L&NWR, GWR, Metropolitan og andre jernbaner indtil driften ophørte i 1940. Genåbnet som en afgrening af District line i 1946. | 51°29′55″N 000°12′39″V / 51.49861°N 0.21083°V |
| Earl's Court           |         | 15. secember 1906  | Hovedstrækning         | Forbindelse til Piccadilly line og alle andre District line-tog | 51°29′29″N 000°11′41″V / 51.49139°N 0.19472°V |
| High Street Kensington |         | 1. oktober 1868    | Edgware-grenen         | Åbnet som Kensington (High Street) og navnet gradvist ændret i 1880. Forbindelse til Circle line. | 51°30′03″N 000°11′33″V / 51.50083°N 0.19250°V |
| Notting Hill Gate      |         | 1. oktober 1868    | Edgware-grenen         | Forbindelse til Central line. | 51°30′32″N 000°11′49″V / 51.50889°N 0.19694°V |
| Bayswater              |         | 1. oktober 1868    | Edgware-grenen         | Åbnet som Bayswater, omdøbt Bayswater (Queen's Road) & Westbourne Grove i 1923, Bayswater (Queen's Road) i 1933 og Bayswater (Queensway) i 1946, hvorefter suffikset trinvist blev droppet. | 51°30′43″N 000°11′17″V / 51.51194°N 0.18806°V |
| Paddington             |         | 1. oktober 1868    | Edgware-grenen         | Åbnet som Paddington (Praed Street), omdøbt i 1948. Forbindelse til Bakerloo line og Paddington fjerntogsstation. | 51°30′56″N 000°10′32″V / 51.51556°N 0.17556°V |
| Edgware Road           |         | 1. oktober 1863    | Edgware-grenen         | Forbindelse til Circle og Hammersmith & City lines | 51°31′12″N 000°10′04″V / 51.52000°N 0.16778°V |
| Gloucester Road        |         | 1. oktober 1868    | Hovedstrækning         | Åbnet som Brompton (Gloucester Road), omdøbt i 1907. Forbindelse til Piccadilly og Circle lines | 51°29′41″N 000°10′59″V / 51.49472°N 0.18306°V |
| South Kensington       |         | 24. december 1868  | Hovedstrækning         | Forbindelse til Piccadilly line | 51°29′39″N 000°10′26″V / 51.49417°N 0.17389°V |
| Sloane Square          |         | 24. december 1868  | Hovedstrækning         | | 51°29′33″N 000°09′24″V / 51.49250°N 0.15667°V |
| Victoria               |         | 24. december 1868  | Hovedstrækning         | Forbindelse til Victoria line og National Rail-tog. | 51°29′48″N 000°08′41″V / 51.49667°N 0.14472°V |
| St James's Park        |         | 24. december 1868  | Hovedstrækning         | | 51°29′58″N 000°08′04″V / 51.49944°N 0.13444°V |
| Westminster            |         | 24. december 1868  | Hovedstrækning         | Åbnet som Westminster Bridge, omdøbt i 1907. Forbindelse til Jubilee line | 51°30′04″N 000°07′30″V / 51.50111°N 0.12500°V |
| Embankment             |         | 30. maj 1870       | Hovedstrækning         | Åbnet som Charing Cross, omdøbt Charing Cross Embankment i 1974 og til de nuværende navn fra 1976. Forbindelse til Bakerloo og Northern lines og Charing Cross fjerntogsstation | 51°30′25″N 000°07′19″V / 51.50694°N 0.12194°V |
| Temple                 |         | 30. maj 1870       | Hovedstrækning         | Åbnet som The Temple. | 51°30′40″N 000°06′52″V / 51.51111°N 0.11444°V |
| Blackfriars            |         | 30. maj 1870       | Hovedstrækning         | Forbindelse til National Rail-tog. | 51°30′42″N 000°06′11″V / 51.51167°N 0.10306°V |
| Mansion House          |         | 3. juli 1871       | Hovedstrækning         | | 51°30′44″N 000°05′39″V / 51.51222°N 0.09417°V |
| Cannon Street          |         | 6. oktober 1884    | Hovedstrækning         | Forbindelse til National Rail-tog. | 51°30′37″N 000°05′27″V / 51.51028°N 0.09083°V |
| Monument               |         | 6. oktober 1884    | Hovedstrækning         | Åbnet som Eastcheap, omdøbt The Monument i 1884. Rulletrappeforbindelse til Bank Station giver forbindelse til Central, Northern, Waterloo & City og DLR. | 51°30′47″N 000°05′17″V / 51.51306°N 0.08806°V |
| Tower Hill             |         | 25. september 1882 | Hovedstrækning         | Metropolitan Railway åbnede "Tower of London", som lukkede i 1884, da District Railway havde åbnet den nærliggende "Mark Lane". Denne station blev omdøbt "Tower Hill" i 1946 og flyttet til beliggenheden af "Tower of London" Station i 1967. Forbindelse til Circle line.                                                                                          | 51°30′36″N 000°04′34″V / 51.51000°N 0.07611°V |
| Aldgate East           |         | 6. oktober 1884    | Hovedstrækning         | Forbindelse til Hammersmith & City line. Flyttet til nuværende beliggenhed i 1938. | 51°30′55″N 000°04′20″V / 51.51528°N 0.07222°V |
| Whitechapel            |         | 6. oktober 1884    | Hovedstrækning         | Forbindelse til London Overground-tog. Åbnet som Whitechapel (Mile End), omdøbt i 1901. | 51°31′08″N 000°03′40″V / 51.51889°N 0.06111°V |
| Stepney Green          |         | 23. juni 1902      | Hovedstrækning         | | 51°31′19″N 000°02′47″V / 51.52194°N 0.04639°V |
| Mile End               |         | 2. juni 1902       | Hovedstrækning         | Skifte på tværs af perron til Central line. | 51°31′30″N 000°01′59″V / 51.52500°N 0.03306°V |
| Bow Road               |         | 11. juni 1902      | Hovedstrækning         | | 51°31′38″N 000°01′29″V / 51.52722°N 0.02472°V |
| Bromley-by-Bow         |         | 2. juni 1902       | Hovedstrækning         | Åbnet som LT&SR-station i 1894. Først betjent som Bromley, LT&SR-station lukkede i 1940 og omdøbt i 1967. | 51°31′26″N 000°00′41″V / 51.52389°N 0.01139°V |
| West Ham               |         | 2. juni 1902       | Hovedstrækning         | Forbindelse til Jubilee line, Docklands Light Railway og National Rail-tog. Kaldet West Ham (Manor Road) fra 1924–69, Metropolitan-drift begyndte i 1941 og LT&SR-station lukkede 1994. | 51°31′41″N 000°00′14″Ø / 51.52806°N 0.00389°Ø |
| Plaistow               |         | 2. juni 1902       | Hovedstrækning         | LT&SR-station åbnet i 1858. | 51°31′53″N 000°01′02″Ø / 51.53139°N 0.01722°Ø |
| Upton Park             |         | 2. juni 1902       | Hovedstrækning         | LT&SR-station åbnet i 1877. | 51°32′06″N 000°02′04″Ø / 51.53500°N 0.03444°Ø |
| East Ham               |         | 2. juni 1902       | Hovedstrækning         | LT&SR-station åbnet i 1858. | 51°32′20″N 000°03′06″Ø / 51.53889°N 0.05167°Ø |
| Barking                |         | 2. juni 1902       | Hovedstrækning         | Forbindelse til National Rail og London Overground. LT&SR-station åbnet i 1854. District Railway-drift indstillet 1905–08. | 51°32′21″N 000°04′54″Ø / 51.53917°N 0.08167°Ø |
| Upney                  |         | 12. september 1932 | Hovedstrækning         | | 51°32′19″N 000°06′05″Ø / 51.53861°N 0.10139°Ø |
| Becontree              |         | 12. september 1932 | Hovedstrækning         | | 51°32′25″N 000°07′37″Ø / 51.54028°N 0.12694°Ø |
| Dagenham Heathway      |         | 12. september 1932 | Hovedstrækning         | Åbnet som Heathway, omdøbt 1949 | 51°32′30″N 000°08′49″Ø / 51.54167°N 0.14694°Ø |
| Dagenham East          |         | 2. juni 1902       | Hovedstrækning         | Åbnet som Dagenham i 1885, District line-drift indstillet 1905 til 1932 og station omdøbt 1949 | 51°32′40″N 000°09′56″Ø / 51.54444°N 0.16556°Ø |
| Elm Park               |         | 13. maj 1935       | Hovedstrækning         | | 51°32′59″N 000°11′52″Ø / 51.54972°N 0.19778°Ø |
| Hornchurch             |         | 2. juni 1902       | Hovedstrækning         | LT&SR-station åbnet 1885, District line-drift indstillet 1905 til 1932. | 51°33′11″N 000°13′08″Ø / 51.55306°N 0.21889°Ø |
| Upminster Bridge       |         | 17. december 1934  | Hovedstrækning         | | 51°33′29″N 000°14′03″Ø / 51.55806°N 0.23417°Ø |
| Upminster              |         | 2. juni 1902       | Hovedstrækning         | LT&SR-station åbnet 1885, District line-drift indstillet 1905 til 1932. Forbindelse til National Rail- og London Overground-tog. | 51°33′32″N 000°15′04″Ø / 51.55889°N 0.25111°Ø |

### Lukkede og fiktive stationer
Hounslow Town, nu på Piccadilly line, var en endestation fra 1. maj 1883 til 1. maj 1909, hvor den blev erstattet af station en, der i øjeblikket kaldes Hounslow East. Mellem Whitechapel og Aldgate East lå St Mary's Station fra 3. marts 1884 til 30. april 1938, der lukkede da Aldgate East Station flyttede.
Walford East er en fiktiv District line-station i BBC tv-sæbeopera EastEnders, og siden februar 2010 har episoderne haft Computer-generated imagery (CGI) af District line-tog, der kører ind på stationen.
I Sherlock-episoden "Den tomme ligvogn", var en fiktiv uåbnet endestation kaldet Sumatra Road (beliggende nedenunder Houses of Parliament, som en ubenyttet afgrening fra Westminster Station) skabt til episodens historie om et terrorplot. Stationen blev faktisk filmet på Aldwych med tidligere Northern line 1972-materiel, der forårsagede kontinuitetsfejl, da dybtliggende tog og tunneller blev benyttet, mens District line er under overfladen.